# كريونيريون (ثيسالونيكي)
كريونيريون (Κρυονέριον) هي مدينة في ثيسالونيكي في مقاطعة فوريا إلادا في اليونان.